# Парамоновское сельское поселение (Ростовская область)
Парамоновское сельское поселение — сельское поселение, входящее в состав Морозовского района Ростовской области.
Административный центр поселения — хутор Парамонов.

## Административное устройство
В состав Парамоновского сельского поселения входят:
- хутор Парамонов;
- хутор Великанов;
- хутор Старопетровский;
- станица Чертковская.

## Население
| 2010  | 2012  | 2013  | 2014  | 2015  | 2016  | 2017  |
| ----- | ----- | ----- | ----- | ----- | ----- | ----- |
| 1866  | ↘1800 | ↘1779 | ↘1747 | ↘1704 | ↘1693 | ↘1659 |
| 2018  | 2019  | 2020  | 2021  |       |       |       |
| ↘1634 | ↘1574 | ↘1533 | ↘1497 |       |       |       |